# Christoph Hofinger
Christoph Hofinger (* 1967 in Innsbruck) ist ein österreichischer Sozialforscher. Gemeinsam mit Günther Ogris gründete er 1996 das private Forschungsinstitut SORA Institute for Social Research and Consulting und leitete es bis 2023 mit ihm gemeinsam, danach unter dem neuen Namen FORESIGHT gemeinsam mit Sabine Westphal. Hofinger erstellte seit 1994 Hochrechnungen und Wählerstromanalysen für den ORF.

## Leben
Hofinger studierte Germanistik, Publizistik und Psychologie an der Universität Wien und absolvierte danach einen Post-Graduate-Lehrgang für Soziologie am Institut für Höhere Studien. Seit 1989 ist er in der Sozial- und Politikforschung tätig.
Einer größeren Öffentlichkeit bekannt ist Hofinger aus den ORF-Sondersendungen für Landtags-, Bundespräsidenten-  und Nationalratswahlen, wo er den während des Wahlabends meist gemeinsam mit Günther Ogris aus dem ORF-Studio aktuelle Hochrechnungen und Analysen präsentiert. Außerdem stellt Hofinger seit mehreren Jahren den Arbeitsklima Index vor, der starken Widerhall in den österreichischen Medien findet.
Als einer der führenden Meinungsforscher Österreichs tritt Hofinger vor allem in Wahlkämpfen regelmäßig in der Öffentlichkeit, in TV-Interviews und in der Presse auf. Nach den Landtagswahlen in Kärnten 2009, bei der das Wahlergebnis deutlich von den zuvor veröffentlichten Umfragen abwich, griffen BZÖ-Politiker wie Herbert Scheibner oder Stefan Petzner Hofingers Institut massiv an, warfen ihm "Manipulation" und bewusste "Fälschung" von Umfragen vor. Hofinger sprach von "Kreditschädigung" und kündigte an, eine gerichtliche Klage zu prüfen. Hofinger äußert sich in den Medien regelmäßig kritisch zur dominanten Stellung der Demoskopie in der politischen Berichterstattung, etwa in der oft zitierten Aussage: „Wer Umfragen veröffentlicht, sollte die Fehlerquote dazu sagen. Auch, wenn es das Ganze unspannend macht.“
Das Wochenmagazin Falter beschreibt Hofinger als „Ausnahme der angenehmen Art“ unter den Meinungsforschern, da er „mit seinen Prognosen meist richtig“ liege und sie „unaufdringlich zu erläutern“ wisse.

## Funktionen in internationalen Organisationen
- Präsident der European Association of Political Consultants (EAPC) in der Periode 2008–2010
- European Secretary der International Association of Political Consultants (IAPC)

## Lehrtätigkeiten
- 1999 bis 2000 Lehrauftrag für Wahlforschung am Institut für Politikwissenschaft der Universität Innsbruck
- 2002 bis 2006 Lehrauftrag für Methodenlehre am Institut für Politikwissenschaft der Universität Wien[10]
- Seminarverantwortlicher beim Postgraduate-Lehrgang SoQua - Sozialwissenschaftliche Berufsqualifizierung im Auftrag des Bundesministerium für Wissenschaft und Forschung

## Publikationen (Auswahl)
- Mit Andreas Holzer, Florian Oberhuber, Martina Zandonella: Neue Rahmen für alte Themen. In: Thomas Hofer, Barbara Tóth (Hrsg.): Wahl 2017. Loser, Leaks & Leadership. ÄrzteVerlag, Wien 2017, ISBN 978-3-9503276-4-9, S. 188–199.
- Mit Gerlinde Manz-Christ (Hg.) (2011): Emotions in Politics and Campaigning. How Neuroscience, Linguistics and Social Psychology Change the Political Profession. Prestige Books, Sydney. ISBN 978-8-178-51086-6.
- Mit Peter Filzmaier, Flooh Perlot und Aleksandra Ptaszyńska (2009): Die Nationalratswahl 2008: Ergebnisse und Wahlverhalten, in: Peter Filzmaier, Peter Plaikner, Karl Duffek (Hg.): Stichwort Wählen. Köln, Weimar - Böhlau Verlag, S. 13–40.
- Mit Günther Ogris und Tina Brunauer (2009): Trau, schau, wem...?- Hochrechnungen und Wahltagsbefragungen: Methoden und Genauigkeit, in: Peter Filzmaier, Peter Plaikner, Karl Duffek (Hg.): Stichwort Wahlen. Köln, Weimar - Böhlau Verlag Wien.
- Mit Günther Ogris und Eva Zeglovits (2007): It Ain’t Over ’til It’s Over. Electoral Volatility in Austria from the 1970s through 2006, in: Günter Bischof und Fritz Plasser (Hg.): The Changing Austrian Voter, Contemporary Austrian Studies, vol. XVI.
- Mit Günther Ogris und Brigitte Salfinger (2007): What goes up must come down. Wählerströme und Wahlmotive bei der Nationalratswahl 2006, in: Fritz Plasser, Peter Ulram (Hg.): Wechselwahlen. Analysen zur Nationalratswahl 2006. Wien: Facultas-WUV-Verlag, S. 195–211.
- Mit Sigrid Nitsch, Brigitte Salfinger: Alles Bawag oder was? In: Thomas Hofer, Barbara Tóth (Hrsg.): Wahl 2006. Kanzler, Kampagnen, Kapriolen – Analysen zur Nationalratswahl. LIT, Wien 2007, ISBN 978-3-7000-0618-3, S. 135–149.
- Mit Answer Lang und Eva Zeglovits (2005): Austrian Presidential Elections: Authenticity as the Key to Success, in: EAPC: Election Time. The European Yearbook of Political Campaigning 2004, S. 36–50.
- Mit Günther Ogris und Eva Thalhammer (2003): Der Jahrhundertstrom: Wahlkampfverlauf, Wahlmotive und Wählerströme im Kontext der Nationalratswahl 2002, in: Fritz Plasser, Peter Ulram (Hg.): Wahlverhalten in Bewegung. Analysen zur Nationalratswahl 2002 (Schriftenreihe des Zentrums für angewandte Politikforschung; 28), Wien: WUV-Universitätsverlag, S. 159–190.
- Mit Brigitte Salfinger und Sabine Westphal (2003): Tiroler Wählerdynamik 1945-2003 im österreichischen Kontext, in: Ferdinand Karlhofer und Anton Pelinka (Hg.): Politik in Tirol, Innsbruck: Studienverlag GesmbH, S. 309–338.
- Mit Günther Ogris und Ursula Breitenfelder (2001): Das Wendejahr. Polarisierungen, Themen und Wählerströme, in: Andreas Kohl et al. (Hg.): Österreichisches Jahrbuch für Politik 2000, Wien und München: Verlag für Geschichte und Politik / Oldenbourg, S. 17–34.
- Mit Kathrin Grützmann (1996): A Master Equation Model to Analyze the Electoral Flow at Austrian National Elections 1970-1990, in: D. Detombe, C. Dijkum (Hg.): Analyzing Societal Problems, Deventer, S. 279–294.
- 1994: Entwurf eines Mastergleichungsmodells zur Beschreibung der Dynamiken bei den österreichischen Nationalratswahlen 1970 bis 1990 (Schriftenreihe des IHS - Reihe Soziologie; 6), Wien.